# Poecilopsetta beanii
Poecilopsetta beanii is een  straalvinnige vissensoort uit de familie van schollen (Pleuronectidae). De wetenschappelijke naam van de soort is voor het eerst geldig gepubliceerd in 1881 door Goode.